# Kvalifikace na Mistrovství světa ve fotbale 1974 (AFC a OFC)
Společná Kvalifikace na Mistrovství světa ve fotbale 1974 pro zóny AFC a OFC určila jednoho účastníka finálového turnaje.
Tři týmy se na poslední chvíli odhlásily, do asijské kvalifikace tudíž vstoupilo 15 týmů. Ty byly rozděleny do dvou zón po 8 resp. 7 týmech. Ve své zóně byly nejprve rozlosovány do dvou skupin po čtyřech, resp. třech týmech. V nich se hrálo jednokolově na centralizovaném místě stejně jako semifinále a finále zóny. Do semifinále zóny postoupily první dva týmy z každé skupiny. V zóně B nebylo semifinále, ale rovnou dvouzápasové finále zóny. Vítězové obou zón se následně utkali systémem doma a venku o postup na MS.

## Zóna A

### Skupina 1
| Poř. | Tým           | B | Z | V | R | P | VG | IG | +/- |
| ---- | ------------- | - | - | - | - | - | -- | -- | --- |
| 1    | Hongkong      | 4 | 2 | 2 | 0 | 0 | 2  | 0  | 2   |
| 2    | Japonsko      | 2 | 2 | 1 | 0 | 1 | 4  | 1  | 3   |
| 3    | Jižní Vietnam | 0 | 2 | 0 | 0 | 2 | 0  | 5  | -5  |

| Datum                 | Domácí   | Výsledek | Hosté         |
| --------------------- | -------- | -------- | ------------- |
| 20. května 1973, Soul | Japonsko | 4 – 0    | Jižní Vietnam |
| 22. května 1973, Soul | Hongkong | 1 – 0    | Japonsko      |
| 24. května 1973, Soul | Hongkong | 1 – 0    | Jižní Vietnam |

Týmy Hongkong a Japonsko postoupily do semifinále zóny A.

### Skupina 2
| Poř. | Tým         | B | Z | V | R | P | VG | IG | +/- |
| ---- | ----------- | - | - | - | - | - | -- | -- | --- |
| 1    | Izrael      | 5 | 3 | 2 | 1 | 0 | 9  | 0  | 9   |
| 2    | Jižní Korea | 4 | 3 | 1 | 2 | 0 | 4  | 0  | 4   |
| 3    | Malajsie    | 3 | 3 | 1 | 1 | 1 | 2  | 3  | -1  |
| 4    | Thajsko     | 0 | 3 | 0 | 0 | 3 | 0  | 12 | -12 |

| Datum                 | Domácí      | Výsledek | Hosté    |
| --------------------- | ----------- | -------- | -------- |
| 19. května 1973, Soul | Jižní Korea | 4 – 0    | Thajsko  |
| 19. května 1973, Soul | Izrael      | 3 – 0    | Malajsie |
| 21. května 1973, Soul | Jižní Korea | 0 – 0    | Malajsie |
| 21. května 1973, Soul | Izrael      | 6 – 0    | Thajsko  |
| 23. května 1973, Soul | Jižní Korea | 0 – 0    | Izrael   |
| 23. května 1973, Soul | Malajsie    | 2 – 0    | Thajsko  |

Týmy Izrael a Jižní Korea postoupily do semifinále zóny A.

### Semifinále
| Datum                 | Domácí      | Výsledek | Hosté    |
| --------------------- | ----------- | -------- | -------- |
| 26. května 1973, Soul | Jižní Korea | 3 – 1    | Hongkong |

Jižní Korea postoupila do finále zóny A.
| Datum                 | Domácí | Výsledek       | Hosté    |
| --------------------- | ------ | -------------- | -------- |
| 26. května 1973, Soul | Izrael | 1 – 0 (prodl.) | Japonsko |

Izrael postoupil do finále zóny A.

### Finále
| Datum                 | Domácí      | Výsledek       | Hosté  |
| --------------------- | ----------- | -------------- | ------ |
| 28. května 1973, Soul | Jižní Korea | 1 – 0 (prodl.) | Izrael |

Jižní Korea postoupila do finálové fáze.

## Zóna B

### Skupina 1
| Poř. | Tým           | B | Z | V | R | P | VG | IG | +/- |
| ---- | ------------- | - | - | - | - | - | -- | -- | --- |
| 1    | Írán          | 9 | 6 | 4 | 1 | 1 | 7  | 3  | 4   |
| 2    | Sýrie         | 7 | 6 | 3 | 1 | 2 | 6  | 6  | 0   |
| 3    | Severní Korea | 5 | 6 | 1 | 3 | 2 | 5  | 5  | 0   |
| 4    | Kuvajt        | 3 | 6 | 1 | 1 | 4 | 4  | 8  | -4  |

| Datum                    | Domácí        | Výsledek | Hosté         |
| ------------------------ | ------------- | -------- | ------------- |
| 4. května 1973, Teherán  | Írán          | 0 – 0    | Severní Korea |
| 4. května 1973, Teherán  | Sýrie         | 2 – 1    | Kuvajt        |
| 6. května 1973, Teherán  | Írán          | 2 – 1    | Kuvajt        |
| 6. května 1973, Teherán  | Severní Korea | 1 – 1    | Sýrie         |
| 8. května 1973, Teherán  | Severní Korea | 0 – 0    | Kuvajt        |
| 8. května 1973, Teherán  | Írán          | 1 – 0    | Sýrie         |
| 11. května 1973, Teherán | Írán          | 2 – 1    | Severní Korea |
| 11. května 1973, Teherán | Sýrie         | 2 – 0    | Kuvajt        |
| 13. května 1973, Teherán | Írán          | 2 – 0    | Kuvajt        |
| 13. května 1973, Teherán | Severní Korea | 3 – 0    | Sýrie         |
| 15. května 1973, Teherán | Sýrie         | 1 – 0    | Írán          |
| 15. května 1973, Teherán | Kuvajt        | 2 – 0    | Severní Korea |

Írán postoupil do finále zóny B.

### Skupina 2
| Poř. | Tým         | B | Z | V | R | P | VG | IG | +/- |
| ---- | ----------- | - | - | - | - | - | -- | -- | --- |
| 1    | Austrálie   | 9 | 6 | 3 | 3 | 0 | 15 | 6  | 9   |
| 2    | Irák        | 8 | 6 | 3 | 2 | 1 | 11 | 6  | 5   |
| 3    | Indonésie   | 4 | 6 | 1 | 2 | 3 | 6  | 13 | -7  |
| 4    | Nový Zéland | 3 | 6 | 0 | 3 | 3 | 5  | 12 | -7  |

| Datum                      | Domácí      | Výsledek | Hosté       |
| -------------------------- | ----------- | -------- | ----------- |
| 4. března 1973, Auckland   | Austrálie   | 1 – 1    | Nový Zéland |
| 11. března 1973, Sydney    | Austrálie   | 3 – 1    | Irák        |
| 11. března 1973, Sydney    | Nový Zéland | 1 – 1    | Indonésie   |
| 13. března 1973, Sydney    | Austrálie   | 2 – 1    | Indonésie   |
| 13. března 1973, Sydney    | Irák        | 2 – 0    | Nový Zéland |
| 16. března 1973, Sydney    | Irák        | 1 – 1    | Indonésie   |
| 16. března 1973, Sydney    | Austrálie   | 3 – 3    | Nový Zéland |
| 18. března 1973, Melbourne | Austrálie   | 0 – 0    | Irák        |
| 18. března 1973, Melbourne | Indonésie   | 1 – 0    | Nový Zéland |
| 21. března 1973, Sydney    | Irák        | 3 – 2    | Indonésie   |
| 24. března 1973, Sydney    | Austrálie   | 6 – 0    | Indonésie   |
| 24. března 1973, Sydney    | Irák        | 4 – 0    | Nový Zéland |

Austrálie postoupila do finále zóny B.

### Finále
| Datum                   | Domácí    | Výsledek | Hosté     |
| ----------------------- | --------- | -------- | --------- |
| 18. srpna 1973, Sydney  | Austrálie | 3 – 0    | Írán      |
| 24. srpna 1973, Teherán | Írán      | 2 – 0    | Austrálie |

Austrálie postoupila do finálové fáze díky celkovému vítězství 3-2.

## Finálová fáze
| Datum                    | Domácí      | Výsledek | Hosté       |
| ------------------------ | ----------- | -------- | ----------- |
| 28. října 1973, Sydney   | Austrálie   | 0 – 0    | Jižní Korea |
| 10. listopadu 1973, Soul | Jižní Korea | 2 – 2    | Austrálie   |

Celkové skóre dvojzápasu bylo 2-2. O postupu musel rozhodnout dodatečný zápas na neutrální půdě.
| Datum                        | Domácí    | Výsledek | Hosté       |
| ---------------------------- | --------- | -------- | ----------- |
| 13. listopadu 1973, Hongkong | Austrálie | 1 – 0    | Jižní Korea |

Austrálie postoupila na Mistrovství světa ve fotbale 1974.